# Isaiia, Iași
Isaiia este un sat în comuna Răducăneni din județul Iași, Moldova, România. Se află lângă dealul Chiriloaia.